# Pol Quadens
Pol Quadens (1960) is een Belgisch designer.

## Biografie
In 1987 ontwerpt hij zijn bekende cd-rek CD200, dat nog steeds in productie is.
In 1995 leert hij koolstofvezeltechnieken kennen via een ingenieur van tennisrakketten en ontwerpt C06 de lichtste stoel ter wereld van 950 gram.
Hij werkt vervolgens voor de Swatch Group te Milaan, Hamilton en vervolgens Rado te New York.
In 2000 keerde hij terug naar Brussel en ontwierp de 'strada', een schoen van 10 cm hoog zonder hak. Later ontwerpt hij nog voor Biondini te Parijs, en in 2007 voor OVO.

## Externe links

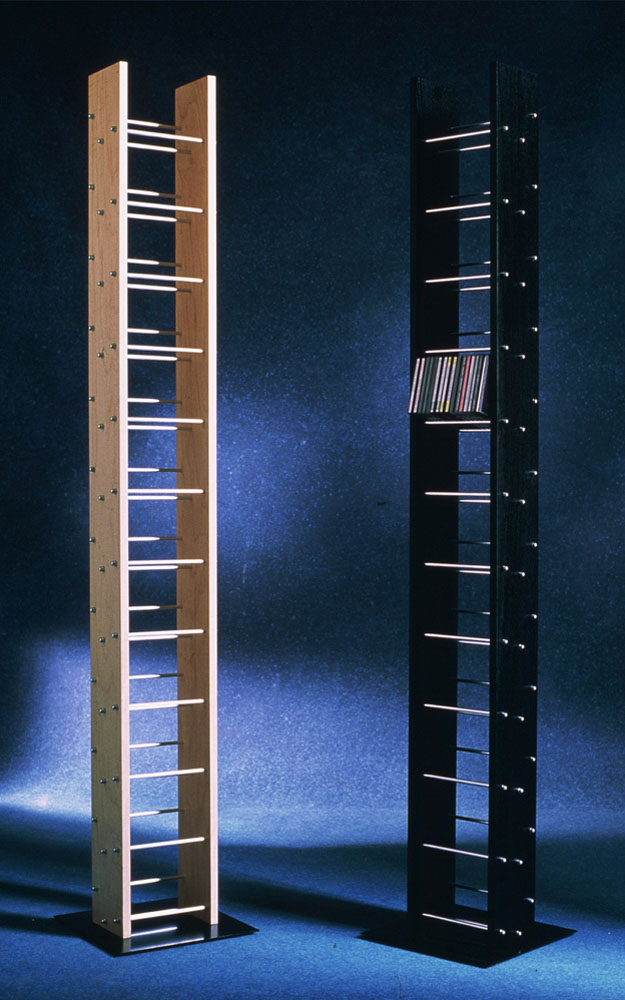
CD 200
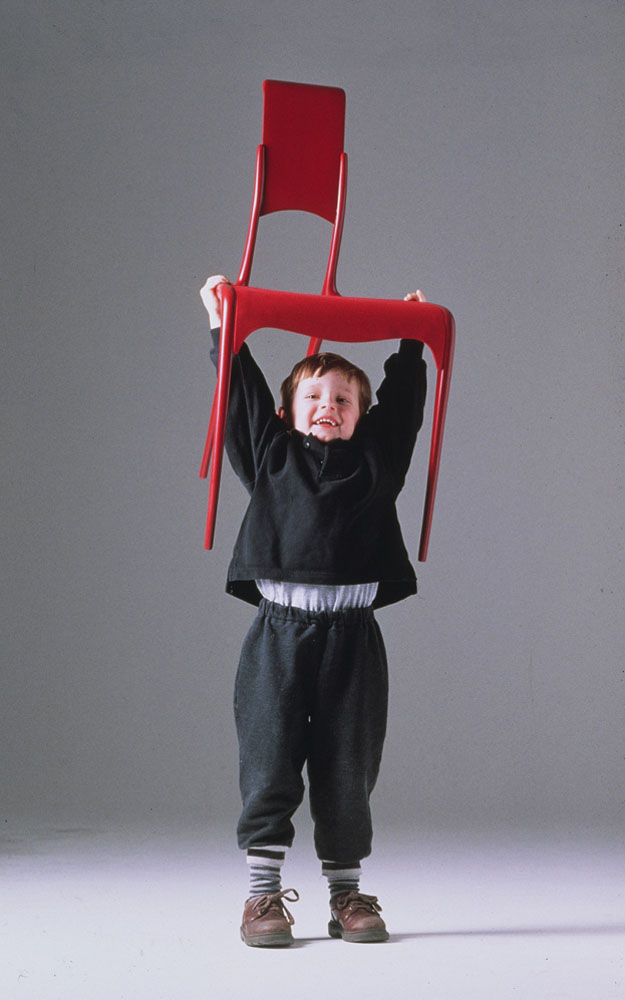
C 06
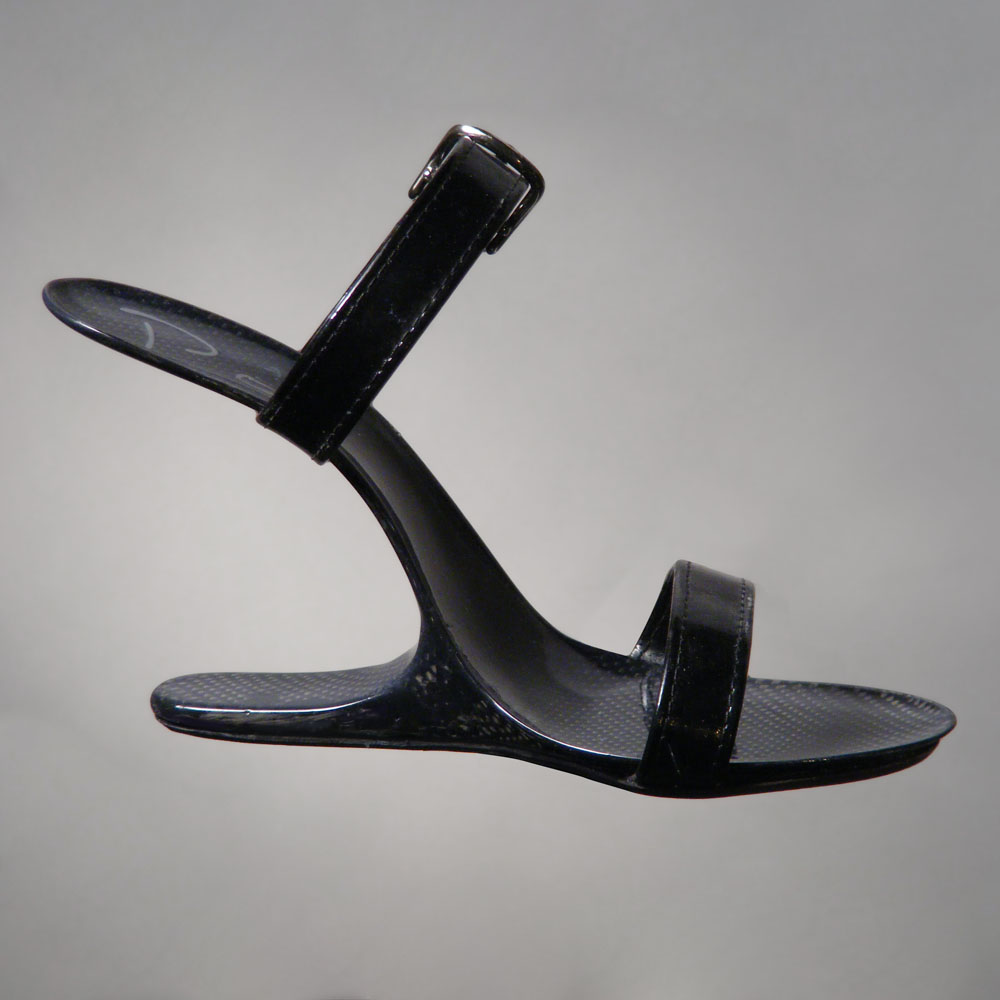
Strada
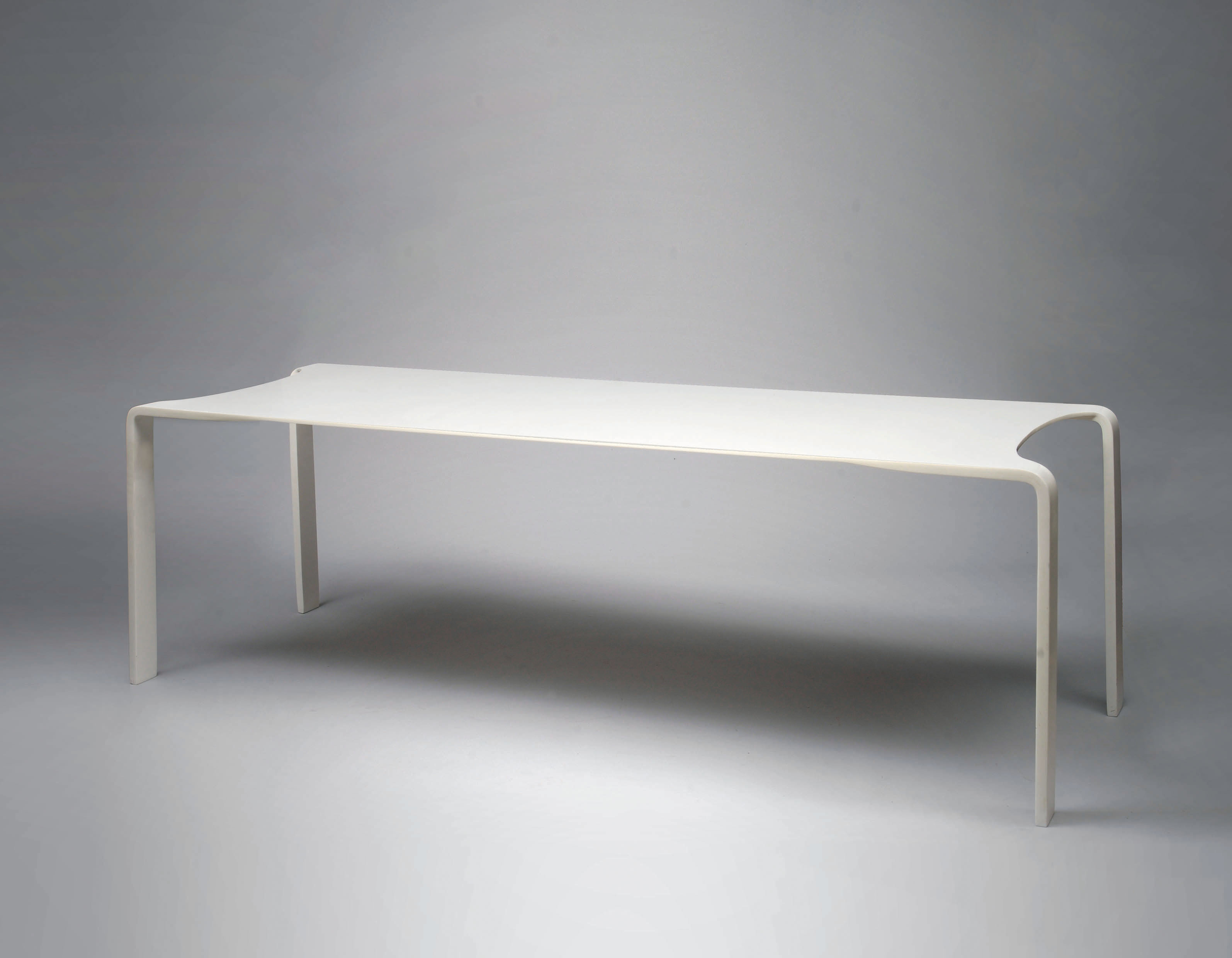
Walking Table